# Славковце
Славковце (слч. Slavkovce) насељено је мјесто са административним статусом сеоске општине (слч. obec) у округу Михаловце, у Кошичком крају, Словачка Република.

## Становништво
| Година:    | 1994. | 2004.    | 2014.    | 2024.   |
| ---------- | ----- | -------- | -------- | ------- |
| Број људи: | 513   | 609      | 674      | 739     |
| Разлика:   |       | +18,71 % | +10,67 % | +9,64 % |

| Година:    | 2023. | 2024.   |
| ---------- | ----- | ------- |
| Број људи: | 728   | 739     |
| Разлика:   |       | +1,51 % |

Према подацима о броју становника из 2011. године насеље је имало 669 становника.